# Slani grah
Slani grah (obični slanutak, slanac grah, grah slanac; (lat. Cicer arietinum) – biljna vrsta iz porodice mahunarki (lat. Fabaceae). jedna od četrdesetak u rodu Cicer. Slanutak je i povrtlarska kultura.

## Opis
Slanutak je mahunasta, bjelančevinasta biljka i visokovrijedna namirnica za ljudsku prehranu. Sjeme je slično sjemenu soje ili sušenom zrnu graška, svijetlosmeđe je boje, a koristi se kao varivo ili kao dodatak ostalom povrću za pripremanje jela. Nedozrelo sjeme ljušti se iz mahuna i priprema kao mladi grah ili grašak. U istočnim zemljama slanutak se melje u brašno i od njega se peku peciva ili se u određenom omjeru (10 do 20%) miješa s pšeničnim brašnom i peče kruh. Najpopularniji orijentalni specijalitet od slanutka su popečene sjemenke, koje se grickaju kao kokice ili sjemenke bundeve i suncokreta.

## Sastav i hranjiva vrijednost
Biokemijski sastav slanutka sličan je ostalim mahunarkama. Osušeno zrno sadrži 17,4 do 23,3 posto bjelančevina, 53,5 do 63,6 posto ugljikohidrata, 4,1 do 5,5 posto biljnog ulja, 3,3 do 5,5 posto celuloze i 3,2 - 3,4 posto mineralnih tvari.
Mlade mahune slanutka nisu preporučljive za jelo, jer vegetativna masa (stabljika, lišće, pa prema tome i mahuna) ima visok sadržaj jabučne i oksalne kiseline, što može izazvati ozbiljne poremećaje u organizmu.
Slanutak je vrlo dobar izvor željeza, čak i kuhan slanutak sadrži duplo više željeza od jednake količine mesa. Količina kalcija također je visoka i udružena je s bjelančevinama koje povećavaju njegovu apsorpciju. Ako je u obroku zastupljena i žitarica, takav obrok ima potpuni sastav potrebnih aminokiselina. Ima nizak glikemijski indeks.
Novija istraživanja koja su obuhvatila 19 različitih kultivara slanutka uzgajanih u stakleniku, pokazala su da je i lišće slanutka isto tako vrijedno pažnje, jer sadrži osim vitamina i značajnu količinu nekih minerala, pa tako može parirati kupusu i špinatu. Sadržaj kalcija, magnezija i kalija u lišću slanutka veći je nego u špinatu i kupusu dok je sadržaj željeza, cinka i bakra približno jednak.
Rezultati ovog istraživanja mogli bi imati veliku važnost za zemlje gdje se slanutak i uzgaja, a to su prije svega Indija, Bliski istok, Srednji istok i Srednja Europa. 